# Onderscheidingsteken voor Langdurige, Eerlijke en Trouwe Dienst bij de Marine Reserve
Het Onderscheidingsteken voor Langdurige, Eerlijke en Trouwe Dienst bij de Marine Reserve werd in 1896 door de Koningin-Regentes Emma der Nederlanden handelend voor haar minderjarige dochter Wilhelmina der Nederlanden bij Koninklijk Besluit ingesteld.
In het Koninklijk Besluit bepaalde Koningin Emma dat de medaille zou worden uitgereikt aan "militairen beneden de rang van officier dienende bij de Nederlandse Marine Reserve". Op de voorzijde draagt de medaille een sierlijke “W” voor Wilhelmina onder een wapenmantel met paviljoen en beugelkroon terwijl de keerzijde van de medaille het oude Rijkswapen, zoals gebruikt tot 1905, toont. Het wapen rust op twee onttakelde ankers en daaromheen staat het rondschrift “VOOR TROUWEN DIENST” en “MARINE RESERVE”.
De ronde medaille is 37 millimeter breed en werd uitgereikt in brons voor 12 jaar dienst en in zilver voor 24 jaar dienst. Er was een gouden medaille voor 36 jaar trouwe dienst.
In 1925 werd de medaille weer opgeheven.

## De medailles
Het lint is horizontaal gedeeld in een oranje baan en een Nassau's blauwe baan en verschilt dus van dat van de onderofficieren en manschappen van de Koninklijke Landmacht en de Koninklijke Marine. Vroeger werd de medaille niet als baton maar steeds als modelversiersel of als miniatuur aan een verkleind lint gedragen maar daarin is verandering gekomen al zullen er tegen die tijd geen dragers van de medaille meer in actieve dienst zijn geweest. Er was geen knoopsgatversiering.